# Зіниця

Людська зіниця

Зіни́ця — отвір у райдужній оболонці ока хребетних, через який в око потрапляють промені світла. У людини кругла, діаметр якої може змінюватись від 1,1 до 8 мм.

## Функціювання
Залежно від освітленості розміри зіниці змінюються: вона розширюється в темряві, при емоційному збудженні, больових відчуттях, введенні в організм атропіну та адреналіну; рефлекторно зменшується при яскравому світлі.
Зміну розмірів регулюють волокна вегетативної нервової системи і вона відбувається за допомогою двох розташованих в райдужній оболонці гладких м'язів: сфінктера, що зменшує зіницю, та ділататора, що розширює його. Звуження зіниць розцінюють як міоз, розширення — мідріаз.
Регулює кількість світла, що потрапляє на сітківку, забезпечує адаптацію органа зору до інтенсивності освітлення.